# Bursaphelenchus cocophilus
Bursaphelenchus cocophilus es un nemátodo causante de la enfermedad del anillo rojo, enfermedad mortal que afecta a individuos de la familia Arecaceae, es decir a palmeras, alojándose entre las células parenquimáticas del tallo, lo que compromete el desarrollo normal de las actividades que allí se realizan, particularmente el traslado de agua. Se encuentra en Centroamérica y al norte de Suramérica, también en muchas de las islas de las Antillas.
Fue descubierto en 1919 por Cobb. como Rhadinaphelenchus cocophilus, luego trasladado en 1989 al género Bursaphelenchus por Baujard, que luego fue confirmado por análisis moleculares.
Está asociado con el gorgojo del cocotero (Rhynchophorus palmarum), aunque estos atacan a otras especies además del cocotero; también se han reportado Dynamis borassi F. y Metamasius hemipterus L. como vectores.